# Tetrahymena
Tetrahymena es un género de protozoos ciliados, que se encuentran naturalmente en aguas dulces. Las especies T. termophila y T. pyriformis son ampliamente empleadas como modelos de investigaciones biomédicas.

## T. thermophila: un organismo modelo en biología experimental
Como protozoo ciciliado, T. thermophila exhibe un marcado dimorfismo nuclear. Posee dos tipos de núcleo celular: un gran macronúcleo, y un pequeño micronúcleo, que coexisten en una sola célula y cumplen diversas funciones con propiedades bioquímicas y citológicas diferentes. Esta versatilidad única permite a los científicos usar la Tetrahymena para identificar factores clave relacionados con la expresión de los genes y la integridad del genoma. Además, posee cientos de cilias y complicadas estructuras de microtúbulos. Esto lo convierte en el modelo ideal para elucidar la diversidad de funciones de los sistemas de microtúbulos.

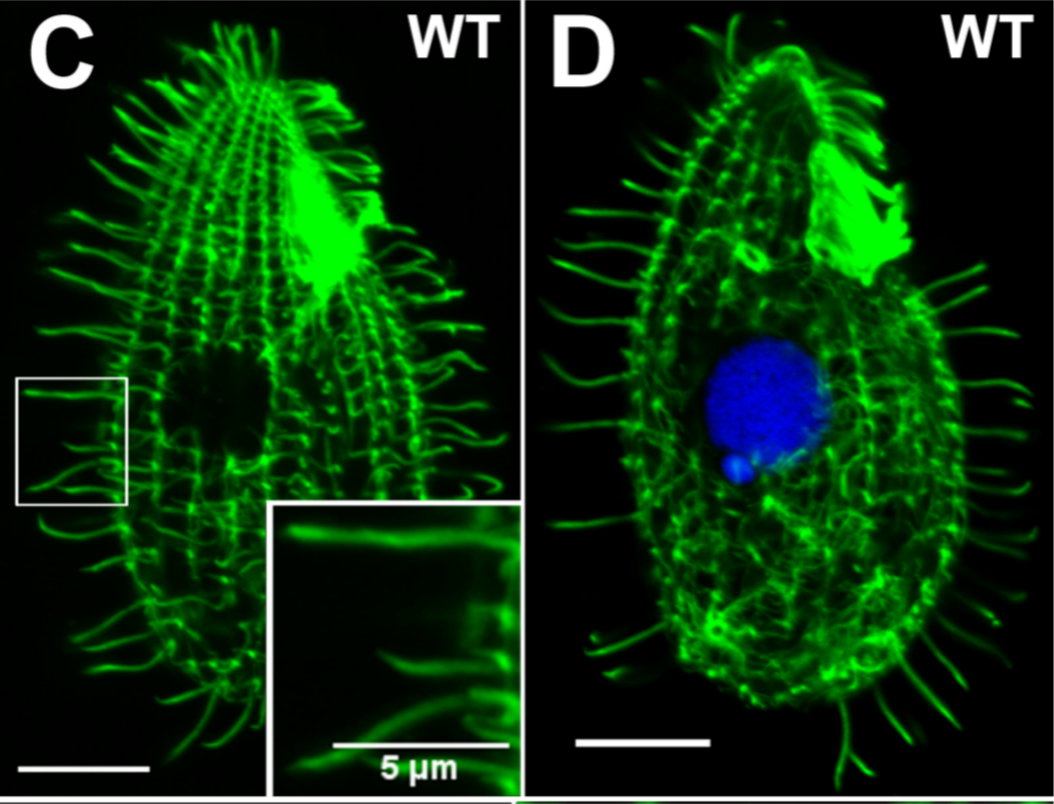
Núcleos MIC y MAC en azul.

Ya que Tetrahymena puede ser fácilmente cultivada en grandes cantidades en los laboratorios, ha sido por años una gran fuente de análisis de actividades enzimáticas importantes y para la purificación de componentes subcelulares. También se han desarrollado técnicas de genética molecular avanzadas, incluyendo la transformación mediada por ADN, el knock-out y knock-in de genes por recombinación homóloga, marcado de epítopos, y la expresión de genes inducible y reprimible. Estas características lo convierten en un excelente modelo para el estudio de funciones genéticas in vivo. Recientemente se secuenció completamente el genoma macronuclear, lo que promete que se continúe usando la Tetrahymena como sistema modelo en la era genómica y post-genómica.
Los estudios de este microorganismo han contribuido en varios avances científicos:
1. Primera célula cuya división fue sincronizada, llevando a los primeros indicios de la existencia ciclo celular de los mecanismos de control.
2. Identificación y purificación de la primera proteína motora del citoesqueleto (por ejemplo, la dineína, y su actividad direccional).

## Alimentos sin colesterol
Científicos argentinos habrían encontrado un método para emplear la Tetrahymena para eliminar el 90 % del colesterol de la leche y huevos, y convertir un 5 % en pro-vitamina D. De esta forma podrían crearse nuevos productos nutracéuticos (alimentos que posee un adicional beneficio a la salud), por el bajo colesterol por un lado, y por la inclusión de pro-vitamina D por el otro.